# Шмидефелд ам Ренштајг
Шмидефелд ам Ренштајг (њем. Schmiedefeld am Rennsteig) општина је у њемачкој савезној држави Тирингија. Једно је од 44 општинска средишта округа Илм. Према процјени из 2010. у општини је живјело 1.843 становника. Посједује регионалну шифру (AGS) 16070046.

## Географски и демографски подаци
Шмидефелд ам Ренштајг се налази у савезној држави Тирингија у округу Илм. Општина се налази на надморској висини од 700 метара. Површина општине износи 18,3 km². У самом мјесту је, према процјени из 2010. године, живјело 1.843 становника. Просјечна густина становништва износи 101 становника/km².

## Међународна сарадња
| Мјесто | Држава    | Врста сарадње | Од    |
| ------ | --------- | ------------- | ----- |
|        | Француска | партнерство   | 1990. |
| Извор  |           |               |       |